# Sainte-Gemme, Gers
Sainte-Gemme este o comună în departamentul Gers din sudul Franței. În 2009 avea o populație de 135 de locuitori.

## Evoluția populației
| An        | 1975 | 1982 | 1990 | 1999 | 2006 | 2009 |
| --------- | ---- | ---- | ---- | ---- | ---- | ---- |
| Populație | 142  | 136  | 118  | 100  | 125  | 135  |